# Marquinho (ur. 1983)
Marquinho, właśc. Marcus Vinícius da Cruz Alves Nóbrega (ur. 22 marca 1983 w Rio de Janeiro) – piłkarz brazylijski występujący na pozycji obrońcy.

## Kariera klubowa
Karierę piłkarską Marquinhos rozpoczął w klubie AA Ponte Preta w 2003. W lidze brazylijskiej zadebiutował 18 maja 2003 w wygranym 2-1 meczu z Grêmio Porto Alegre. W kolejnych trzech latach występował kolejno w Portuguesie, Criciúmie oraz Madureirze. Z Criciúmą zdobył mistrzostwo stanu Santa Catarina – Campeonato Catarinense w 2005.
W 2006 wyjechał do portugalskiej Boavisty. W lidze portugalskiej zadebiutował 19 listopada 2006 w zremisowanym 0-0 União Leiria. W sezonie 2007/08 stracił miejsce w składzie Boavisty i na początku 2008 został zawodnikiem CR Vasco da Gama. W latach 2009–2010 był zawodnikiem drugoligowego Duque de Caxias FC. W styczniu 2011 został zawodnikiem Fluminense FC. W barwach Fluminense zadebiutował 30 września 2010 w wygranym 1-0 meczu z Avaí FC.
Mimo małego udziału Marquinhos zdobył z Flu mistrzostwo Brazylii w 2010. Mając problemy z wywalczeniem miejsca w składzie Fluminense we wrześniu 2011 został wypożyczony do drugoligowej Parany. W styczniu 2012 został ponownie wypożyczony, tym razem do beniaminka Série A – Náutico. W Náutico zadebiutował 16 lutego 2012 w wygranym 2-0 meczu ligi stanowej z Central Caruaru.